# Músculos auriculares
Os músculos auriculares são músculos da orelha. São três: Auricular Anterior, Auricular Posterior e Auricular Superior.